# فيديكس
شركة فيديكس (بالإنجليزية: FedEx Corporation)‏ هي شركة أمريكية متعددة الجنسيات تقدم خدمات توصيل البريد السريع يقع مقرها الرئيسي في ميمفيس، تينيسي. كلمة «فيديكس» هي اختصار لكلمة فيديرال إكسبريس والذي إستُعمل من 1973 حتى 2000.

## السر المخفي
فيديكس تخفي سهماً بين E وx التي ترمز للسرعة.

## لمحة تاريخية
قام رجل الأعمال فريديرك دبليو سميث (بالإنجليزية: Frederick W. Smith)‏ بتأسيس الشركة تحت اسم فيدرل أكسبريس (Federal Express) عام 1971 في اركانانس ، ثم بعد ذلك بسنتين تم نقل مقر الشركة الرئيسي إلى ممفيس)،وكانت فيدرل أكسبريس هي الشركة الأولى في العالم التي قامت باستخدام الطائرات الحديثة في نقل البضائع [بحاجة لمصدر]، وتعتبر سوق أمريكا الشمالية وأوروبا الاسواق المفضلة لديها..

## رئيس الشركة
فريدرك دبليو سميث والذي ولد في 11 أغسطس 1944 في ولاية المسيسبي بالولايات المتحدة الأمريكية. سميث قام بإنهاء البكالوريوس عام 1966 في جامعة ييل وهناك أتته فكرة عمل شركة فيديكس، ثم عمل بعدها طيار لمده 5 أعوام، وبعدها قام فعلاً بتأسيس الشركة. يعتبر سميث من أغنى 10 أشخاص في العالم[بحاجة لمصدر]، وراتبه الشهرى حوالي 7 ملايين دولار.

## وحدات التشغيل
في عام 1989 قامت فيديكس بشراء شركة «أير تايجر» (Flying Tiger Line) وهذا أدى إلى جعل فيديكس أضخم وأكبر شركه طيران للشحن على مستوى العالم[بحاجة لمصدر]، حيث إنها تمتلك أكثر من 800 طائرة شحن مثل إيرباص إيه 300 وأير باص 310 وأم دي 11 وبوينغ 757 وغيرها، كما قامت الشركة بعد ذلك بشراء 20 طائرة من الأيرباص ايه 380 والتي كانت تعتبر أكبر طائرة في العالم، وأيضاً قامت بشراء 70 طائرة من نوع بوينغ 777، والتي قامت ببدأ أول رحله طيران لها في بداية عام 2009. وقد قامت منظمة الطيران المدني الدولية بتقدير موقع فيديكس على بورصه الطيران العالمي، وصدر تقرير بأن هذه الشركة تمتلك أكثر من 300,000 موظف في فروعها في كافه أنحاء العالم، وتمتلك أكثر من 18000 طيار، وحوالي 800 طائرة تجوب أنحاء العالم.

## الدعاية والإعلان
كما أشار التقرير إلى أن الشركة هي الأعلى من حيث الدخل، حيث يقدر رأس مال الشركة بحوالي 36 مليار دولار، وهي الأعلى من حيث دخل موظفيها (الراتب الشهري)، حيث تصل رواتب طياريها إلى ضعف رواتب الطيارين الذين يعملون في لوفتهانزا (Lufthansa) والتي تعتبر أكبر شركه طيران في أوروبا [بحاجة لمصدر]. كما يحصل موظفي الشركة على أعلى الرواتب، حيث أشار التقرير إلى أن الموظف الذي يعمل لدى شركه فيديكس يحصل على 1.7 ضعف الموظف الذي يعمل لدى لوفتهانزا، علماً بأن أقل راتب لأى موظف في لوفتهانزا لا يقل عن 9 يورو في الساعة الواحدة، بالإضافة إلى أن كل موظف لدى الشركة يتسلم 4000 دولاراً أمريكياً سنوياً حتى يقوم بصرف هذا المبلغ للتطوير من نفسه من عمل كورسات أو برامج تساعده على تطوير نفسه وجعله أكثر كفائه لتطوير الشركة أيضاً حيث أن مبدأ الشركة هو بناء موظفيها أولاً وتطويرهم للوصول بهم لأفضل النتائج. ومن المعروف أن فيديكس هي شركه طيران للشحن فقط حيث إنها لا تنقل أي ركاب على متن طائرتها.